# Dinaphorura
Genre
Dinaphorura est un genre de collemboles de la famille des Tullbergiidae.

## Liste des espèces
Selon Checklist of the Collembola of the World (version du 19 septembre 2019) :
- Dinaphorura americana Rapoport, 1962
- Dinaphorura chazeaui Weiner & Najt, 1991
- Dinaphorura diversispina Womersley, 1935
- Dinaphorura harrisoni Bagnall, 1947
- Dinaphorura jarai Najt & Rubio, 1978
- Dinaphorura kerguelensis Deharveng, 1981
- Dinaphorura laterospina Salmon, 1941
- Dinaphorura magellanica Rubio, 1974
- Dinaphorura matileorum Najt, 1988
- Dinaphorura najtae Arbea, 2016
- Dinaphorura nerudai Arbea, 2016
- Dinaphorura novaezealandiae Womersley, 1935
- Dinaphorura pefauri Rubio & Najt, 1979
- Dinaphorura spinosissima (Wahlgren, 1906)
- Dinaphorura tooheyensis Rodgers & Greenslade, 1996
- Dinaphorura wahlgreni (Bagnall, 1947)

## Publication originale
- Bagnall, 1935 : On the classification of Onychiuridae (Collembola), with particular reference to the genus Tullbergia Lubbock and its allies. Annals & Magazine of Natural History, sér. 10, vol. 15, p. 236-242.